# 威廉·福斯特 (游泳运动员)
威廉·福斯特（英語：William Foster，1890年7月10日—1963年12月17日），英国男子游泳运动员。他曾代表英国参加1908年和1912年夏季奥林匹克运动会游泳比赛，获得一枚金牌和一枚铜牌。